# رولاند لويس جونستون
رولاند لويس جونستون (بالإنجليزية: Rowland Louis Johnston)‏ هو محامي وسياسي أمريكي، ولد في 23 أبريل 1872 في لويزيانا في الولايات المتحدة، وتوفي في 22 سبتمبر 1939 في رولا في الولايات المتحدة. حزبياً، نشط في الحزب الجمهوري. وقد انتخب عضو مجلس النواب الأمريكي.